# Broadford, Australien
Broadford är en ort i Australien. Den ligger i kommunen Mitchell och delstaten Victoria, omkring 68 kilometer norr om delstatshuvudstaden Melbourne. Antalet invånare är 3 054.
Runt Broadford är det glesbefolkat, med 16 invånare per kvadratkilometer.. Närmaste större samhälle är Kilmore, omkring 13 kilometer sydväst om Broadford. 
Trakten runt Broadford består till största delen av jordbruksmark. Genomsnittlig årsnederbörd är 1 167 millimeter. Den regnigaste månaden är juli, med i genomsnitt 136 mm nederbörd, och den torraste är januari, med 46 mm nederbörd.